# Aena
Die Aena S.M.E., S.A. (Aeropuertos Españoles y Navegación Aérea) ist eine spanische Aktiengesellschaft, die sich mehrheitlich im Staatsbesitz befindet und inländische und ausländische Flughäfen betreibt. Aena hat Anteile an Flughäfen in Mexiko, USA, Kuba, Kolumbien, Brasilien, Bolivien, Schweden und Großbritannien. Mit 34 ausländischen Beteiligungen ist Aena der weltweit größte Flughafenbetreiber nach Anzahl der abgefertigten Passagiere.

## Privatisierung
Anfang Dezember 2010 kündigte die damalige spanische Regierung eine mögliche Teilprivatisierung der Aena an. Dies sollte in mehreren Schritten erfolgen: In einem ersten Schritt wurde im September 2011 die Flugsicherung 13 spanischer Flughäfen an zwei private Betreiber vergeben; in einem zweiten Schritt sollten 20-jährige Konzessionen für den Betrieb der Flughäfen Madrid-Barajas und Barcelona-El Prat an private Betreiber ausgeschrieben werden und deren Kapital zu 90,05 % geöffnet werden; anschließend sollten 49 % der Tochter Aena Aeropuertos, die die verbleibenden Flughäfen betreiben sollte, bei privaten Investoren platziert werden. Nach dem Regierungswechsel in Spanien Ende 2011 legte die neue konservative Regierung im Januar 2012 das gesamte Privatisierungskonzept zunächst aufs Eis.
Ende 2012 wurden wiederum Pläne für die Privatisierung der Aena bekannt gegeben; diese Pläne wurden Ende des Sommers 2013 zunächst auf das Frühjahr 2014 verschoben. Im Juni 2014 wurde bekanntgegeben, dass nur 49 % an die Börse gebracht werden sollen. Im Februar 2015 erfolgte der Börsengang von 44,6 % der Aena-Aktien an der Madrider Börse. In Folgeverkäufen wurde der Anteil auf 49 % erhöht, die Gesamteinnahmen betrugen 4,3 Mrd. €. Damit handelte es sich um den seit Jahren größten Börsengang in Europa. Rund zwei Monate später verlangte die spanische Wettbewerbsbehörde Comisión Nacional de los Mercados y la Competencia eine neue Verteilung der Flughafenbetriebskosten zu Gunsten der Fluggesellschaften und zu Lasten des Flughafenbetreibers. Laut Investoren verstoße diese Regelung gegen das Regelwerk beim Börsengang, das eine konstante Kostenverteilung bis 2025 garantierte. Der an Aena beteiligte Fonds TCI berechnete den Schaden für Aena durch die neue Regulierung auf rund 1 Mrd. €. TCI gab bis September 2015 noch keine Erklärung ab, nach dem er Rechte aus einem Investitionsschutzabkommen geltend machen wolle.

## Flugverkehrskontrolle
Aena war zuständig für alle Flugverfahren: Area Control Center, Nahverkehrskontrolle, Luftverkehrskontrolle und die An- und Abflugkontrolle sowie die Flugsicherung auf der nationalen Ebene. Diese Zuständigkeiten sind bei der staatlichen Holding verblieben, welche seit dem 5. Juli 2014 den Namen Enaire trägt.
Im September 2011 wurde die Flugsicherung von 13 Flughäfen an zwei private Betreiber vergeben, um die Betriebskosten zu senken. Die Flughäfen von Alicante, Valencia, Ibiza, Sabadell, Sevilla, Jerez, Vigo, A Coruña, Melilla sowie Cuatro Vientos bei Madrid werden fortan durch ein von dem Baukonzern Ferrovial geleitetes Konsortium gesichert, während der private Dienstleister Saerco die kanarischen Flughäfen von Lanzarote, Fuerteventura und La Palma sichert. Über eine Privatisierung der Flugverkehrskontrolle weiterer Flughäfen hat die Regierung derzeit (Stand Januar 2012) noch nicht entschieden.

## Flughäfen

Ehemaliges Logo Aena Aeropuertos

Die Flughäfen von Aena wurden bereits seit Anfang 2011 über eine 100 %-Tochter, Aena Aeropuertos, gehalten, die als privatrechtliche Aktiengesellschaft in Hinblick auf die mögliche Privatisierung gegründet worden war.

### Flughäfen in Spanien
Unter den insgesamt 46 spanischen Flughäfen, die von der Aena Aeropuertos betrieben werden, sind vier Flughäfen auf den Balearen, acht auf den Kanarischen Inseln sowie der größte spanische Flughafen Madrid-Barajas, gleichzeitig viertgrößter Flughafen Europas und weltweit an zehnter Stelle (siehe: Liste der größten Verkehrsflughäfen). Der Helipuerto de Algeciras und der Helipuerto de Ceuta in der spanischen Exklave Ceuta in Nordafrika wird ebenfalls von Aena verwaltet.

### Internationale Flughäfen
Darüber hinaus werden von der Aena Aeropuertos Internacional S.A. noch 27 Flughäfen in 8 Ländern betrieben.

#### Mexiko
Aena ist mit 33,33 % an der Aeropuertos Mexicanos del Pacifico (AMP) beteiligt. Diese ist mit 15 % Hauptaktionär am börsennotierten Grupo Aeroportuario del Pacífico, der 12 privatisierte Flughäfen im Westen Mexikos betreibt, darunter
- Flughafen Guadalajara (7,0 Mio. Passagiere (2010))
- Flughafen Tijuana (3,6 Mio.)
- Los Cabos (2,7 Mio.)
- Puerto Vallarta (2,7 Mio.)
- Hermosillo (1,1 Mio.)
- Guanajuato (0,9 Mio.)
- sowie die kleineren Flughäfen in Aguascalientes, La Paz, Los Mochis, Morelia, Manzanillo und Mexicali.

Die 12 Flughäfen in Mexiko hatten im Jahr 2010 ein Aufkommen von 20,2 Mio. Passagieren.

#### Kolumbien
Aena ist an 2 Flughäfen in Kolumbien beteiligt:
- Flughafen Cartagena (4,4 Mio. Passagiere[12]): 37,89 % an Sociedad Aeroportuaria de la Costa
- Flughafen Cali: 33,34 % an Aerocali

Die 3 Flughäfen in Kolumbien hatten ein Gesamtaufkommen von 5,0 Mio. Passagieren.

#### Brasilien
Aena ist an 17 Flughäfen in Brasilien beteiligt.

#### Kuba
Aena ist an der Betreibergesellschaft für den Aeropuerto Internacional Jardines del Rey auf Cayo Coco beteiligt.

### TBI
Darüber hinaus ist Aena mit 10 Prozent am britischen Flughafenbetreiber TBI beteiligt. TBI wurde 1972 gegründet, 1994 in TBI umbenannt und im Jahre 2004 von Abertis Infraestructuras (90 %) und Aena Desarrollo Internacional (10 %) übernommen. TBI betreibt Flughäfen in Großbritannien, Schweden, USA, Costa Rica und Bolivien.